# Wang Hao (Tischtennisspieler, 1966)
Wang Hao (chinesisch 王 浩, Pinyin Wáng Hào; * 28. November 1966) ist ein chinesischer Tischtennisspieler. Er wurde 1987 Mannschaftsweltmeister.
Wang Hao galt 1987 als einer der weltbesten Abwehrspieler. Mit der chinesischen Mannschaft gewann er bei der WM 1987 in Neu-Delhi den Titel.
1989 verpflichtete der TTC Simex Jülich Wang Hao für sein Bundesligateam. Noch vor Saisonbeginn kugelte er sich den rechten Arm aus. Nach einer Operation begann er Mitte der Saison 1989/90 wieder mit dem Hochleistungssport und fand zu seiner alten Spielstärke zurück. 1992 verabschiedete er sich von Jülich unrühmlich mit einigen provozierend schlechten Leistungen im ETTU Cup in Richtung Puerto Real (Spanien), kehrte aber 1994 nach Jülich zurück. 1996 wechselte er zu Bad Honnef.
1993 wurde er mit China Mannschafts-Vizeweltmeister. Danach nahm er noch 1995 an der Weltmeisterschaft teil.

## Turnierergebnisse
| Verband | Veranstaltung                      | Jahr | Ort       | Land | Einzel        | Doppel        | Mixed         | Team |
| ------- | ---------------------------------- | ---- | --------- | ---- | ------------- | ------------- | ------------- | ---- |
| CHN     | Asienmeisterschaft ATTU            | 1986 | Shenzhen  | CHN  | Halbfinale    |               |               | 1    |
| CHN     | Asienmeisterschaft ATTU (Junioren) | 1983 | Al-Manama | BRN  | Silber        |               |               |      |
| CHN     | Weltmeisterschaft                  | 1995 | Tianjin   | CHN  | letzte 128    | letzte 32     | keine Teiln.  |      |
| CHN     | Weltmeisterschaft                  | 1993 | Göteborg  | SWE  | letzte 64     | letzte 32     | Viertelfinale | 2    |
| CHN     | Weltmeisterschaft                  | 1987 | New Delhi | IND  | Viertelfinale | Viertelfinale | Halbfinale    | 1    |
| CHN     | WTC-World Team Cup                 | 1994 | Nimes     | FRA  |               |               |               | 1    |
| CHN     | WTC-World Team Cup                 | 1991 | Barcelona | ESP  |               |               |               | 1    |